# Alsophila grangaudiana
Alsophila grangaudiana là một loài dương xỉ trong họ Cyatheaceae. Loài này được J.P.Roux mô tả khoa học đầu tiên năm 2009. Đây là loài đặc hữu của Mauritius.